# 악덕
악덕(惡德, 영어: Vice)이란 사회에서 일반적으로 도덕적으로 틀린 것으로 간주되는 습관, 행위 또는 습관을 말한다. 또한 단점, 부정적인 성격 특성, 결함, 허약, 또는 나쁜 습관이나 건강에 해로운 습관을 가리킬 수도 있다.